# メリ・ベーゼ

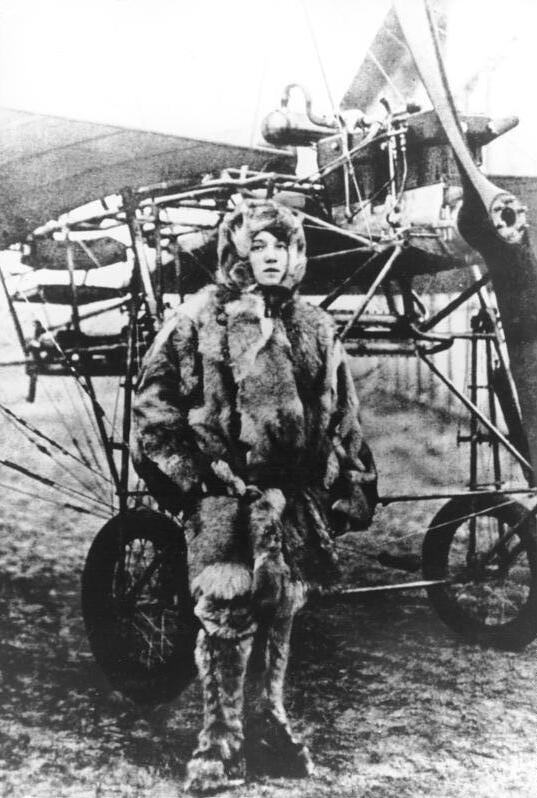
メリ・ベーゼ

メリ・ベーゼ（Melli Beese、Amelie Hedwig Boutard-Beese、1886年9月13日 - 1925年12月22日）はドイツの女性パイロットである。ドイツで最初に飛行免許をとった女性である。

## 生涯・業績
ドレスデン近くの Laubegastで生まれた。1906年に版画家になること目指して、当時ドイツの美術学校は女性の入学を認めていなかったので、スウェーデン、ストックホルムのスウェーデン王立美術院に学んだ。ストックホルムでは、ヨットやスキーを楽しんだ。1909年にドレスデンに戻ると、数学や、造船工学、航空工学を学び、パイロットになりたいと思うようになった。
1910年11月、ベルリンの最初の飛行場であるヨハニスタール飛行場を訪れ、飛行を教えてくれる教師を探し、12月にRobert Thelensから飛行を学ぶが、ベーゼは墜落し、多くの足の骨を骨折するなどの重傷を負った。1911年に規則が厳しくなり、飛行免許を得るのにより長い訓練が必要となるが、1911年5月にvon Mossnerから訓練を受け飛行に習熟し、7月からエア・ショーの人気を高めるため女性パイロットの曲技飛行を行うことを考えたヨハニスタール飛行場の監督のゲオルク・フォン・チューディから単独飛行を許可され、1911年9月13日、ドイツの最初の女性パイロットとなった。
1912年に母親から資金援助を受けて、ヨハニスタールに飛行学校を開いた。飛行学校の初期の生徒のフランス人シャルル・ブータル(Charles Boutard)と水上機の製作を計画し、ベーゼはブータルと1913年に結婚し、フランス国籍を得たが、そのために第一次世界大戦中は飛行場で働くことができなくなり、しばしば逮捕され望ましくない外国人として起訴された。ブタールは外国人として収容され、戦争中はウィットストックに移された。第一次世界大戦後は抑留中に没収された資産をめぐる裁判に時間を費やした。自らの飛行のドキュメント映画の製作を計画した。1925年にブタールと離婚した。1925年に航空免許の更新のための飛行で事故を起こした。1925年12月、ベルリンの自室で自殺した。